# Ludwig Renn

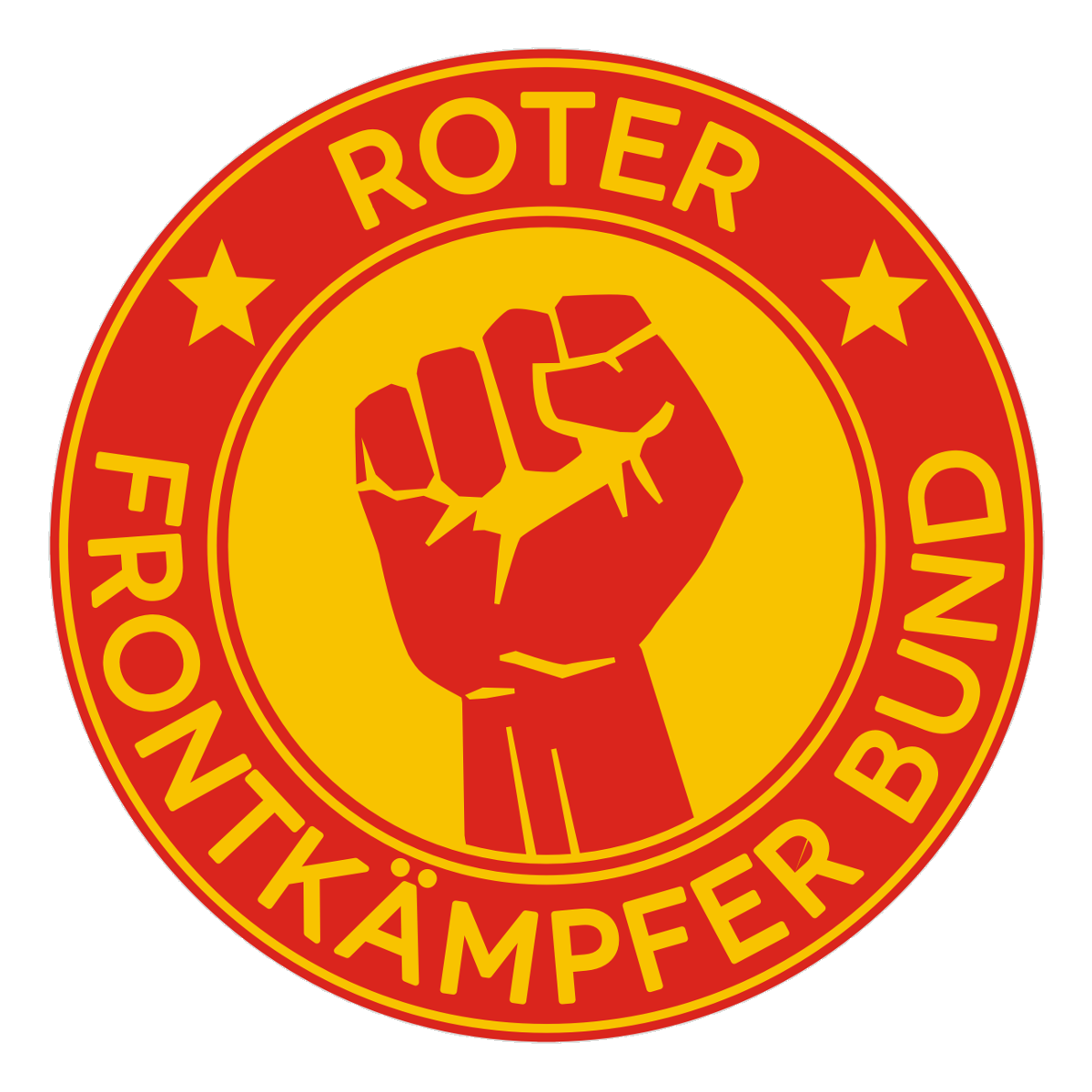
Znak Rudého svazu frontových bojovníků.

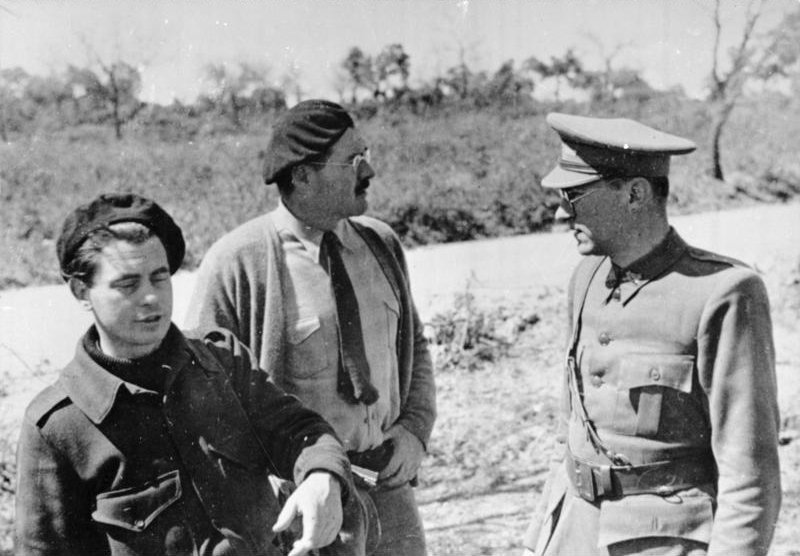
Joris Ivens (vlevo), Ernest Hemingway (uprostřed) a Ludwig Renn (vpravo) během španělské občanské války.

Ludwig Renn, vlastním jménem Arnold Friedrich Vieth von Golßenau (22. dubna 1889, Drážďany – 21. července 1979, Berlín) byl německý (NDR) spisovatel.

## Život

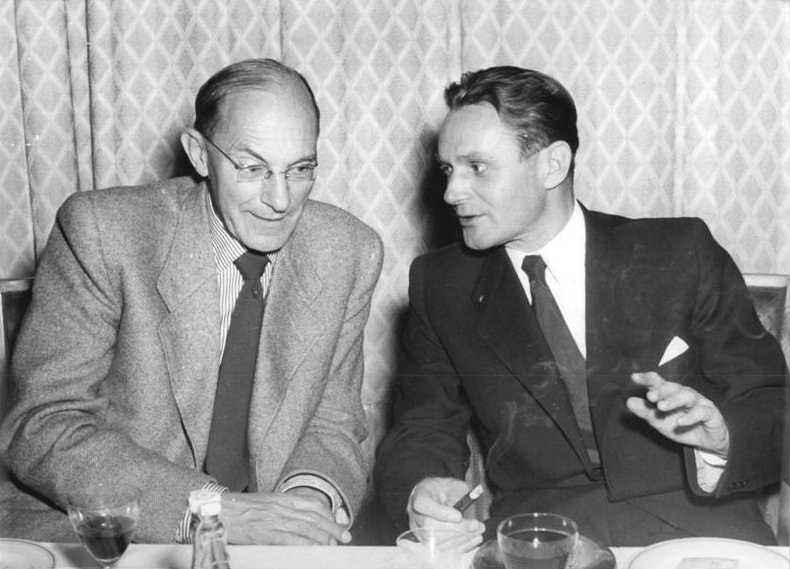
Ludwig Renn (vlevo) v roce 1954.

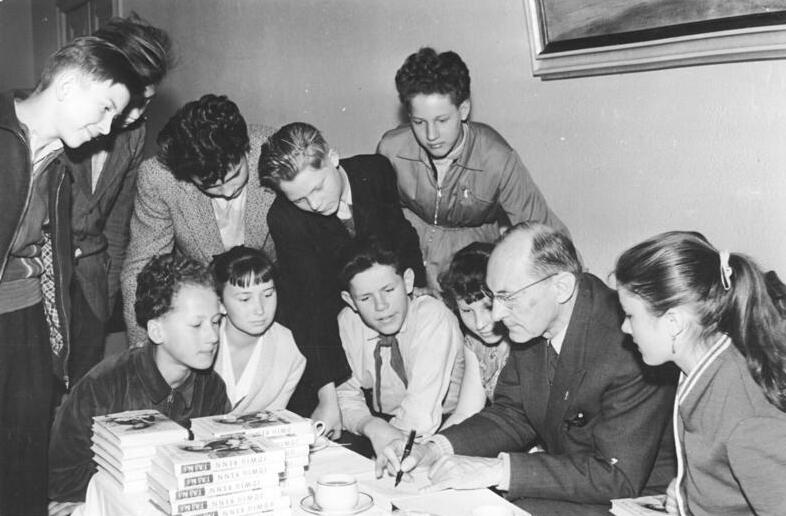
Ludwig Renn podepisuje svou knihu Trini.

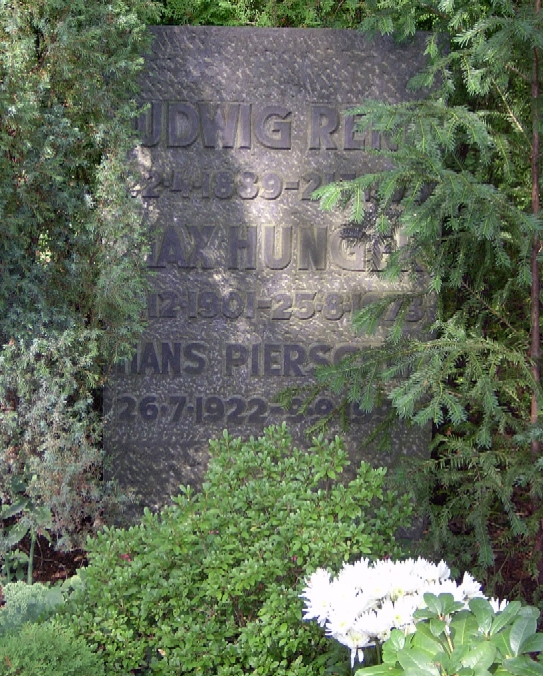
Hrob Ludwiga Renna v Berlíně.

Ludwig Renn pocházel ze saské šlechtické rodiny. V Drážďanech vystudoval gymnázium a roku 1910 vstoupil do armády. V první světové válce bojoval na západní frontě jako důstojník. Po válce byl v Drážďanech kapitánem policie a roku 1920 odmítl střílet do stávkujících dělníků během Kappova puče. Krátce na to opustil službu.
V letech 1920 až 1923 studoval v Göttingenu a Mnichově právo, ekonomii a dějiny umění. Pak pracoval jako obchodník s uměním v Drážďanech a v letech 1925–1926 cestoval pěšky po jižní Evropě a Orientu. Roku 1927 ukončil na Vídeňské univerzitě studium archeologie a dějin východní Asie. Postupně začal na základě četby děl Marxe, Engelse a Lenina inklinovat k marxismu.
V roce 1928 se vrátil do Německa. Vstoupil do Komunistické strany Německa (KPD, Kommunistische Partei Deutschlands) a stal se také členem Rudého svazu frontových bojovníků (RFB, Roter Frontkämpferbund), polovojenské skupiny v jejímž čele stál Ernst Thälmann.
Brzy se stal známým díky svým protiválečným románům Krieg (1928, Válka) a Nachkrieg (1930, Po válce) a v letech 1928–1932 působil jako tajemník Federace proletářských revolučních spisovatelů (BPRS, Bund proletarisch-revolutionärer Schriftsteller). Vzdal se šlechtického jména a přijal pseudonym Ludwig Renn, což bylo jméno hlavního hrdiny z románu Válka. V letech 1929–1930 podnikl dva výlety do Sovětského svazu.
Roku 1933 byl po požáru Říšského sněmu na základě Rozkazu říšského prezidenta na ochranu lidu a státu, vydaného německým prezidentem Hindenburgem, zatčen a odsouzen na třicet měsíců vězení. Po propuštění roku 1935 emigroval přes Švýcarsko do Španělska a v letech 1936–1937 zde byl během španělské občanské války důstojníkem interbrigád.
Po porážce španělských republikánů odjel do Anglie a pak přes USA do Mexika. Zde pracoval jako profesor na univerzitě v Morelii a postupně se stal vůdčí osobností německé antifašistické emigrace.
Po skončení druhé světové války se vrátil do Německa, usadil se v sovětské okupační zóně (od roku 1949 Německá demokratická republika) a stal se členem Sjednocené socialistické strany Německa (SED, Sozialistische Einheitspartei Deutschlands). Byl členem Německé lidové rady, která měla za úkol sepsat ústavu NDR, přednášel na Technické univerzitě v Drážďanech a na Humboldtově univerzitě v Berlíně. Od roku 1952 byl spisovatelem na volné noze. Otevřeně se přiznal ke své homosexualitě a až do své smrti žil v Berlíně, kde byl čestným předsedou Akademie umění.
Je autorem románů, historických prací, politických pojednání a knih pro děti a mládež.

## Dílo
- Krieg (1928, Válka), částečně autobiografický román podávající bez heroizace a patosu svědectví německého desátníka Ludwiga Renna (odtud autorův pseudonym) o bojích v první světové válce na západní frontě. Základem knihy jsou autorovy zápisky o jeho válečných zkušenostech. V letech 1924–1927 marně hledal pro své dílo nakladatele. Společně s Remarquovou knihou Na západní frontě klid jde o nejúspěšnější německý protiválečný román.[2]
- Nachkrieg (1930, Po válce), pokračování autorovy knihy Válka, román líčící poválečnou obnovu německého militarismu (je v něm například popsán Kappův puč).
- Russlandfahrten (1932, Ruská cesta), vydání autorova cestovního deníku, které obsahuje popis počátků politických procesů v Sovětském svazu v roce 1930.
- Vor großen Wandlungen (1936, Před velkou změnou, česky jako Život nelze popravit), román z Německa z let 1932–1935.
- Adel im Untergang (1944, Úpadek šlechty, česky jako Konec pánů z kasina), autobiografický román líčící prostředí kasáren, důstojnických kasin a královského dvora v Drážďanech, plné hlupství, ješitnosti a kastovní povýšenosti.
- Morelia (1950), kniha o životě v mexickém městě Morelia a poměrech a problémech na tamější univerzitě.
- Vom alten und neuen Rumänien (1952, Ze starého a nového Rumunska), poznámky z cesty po Rumunsku.
- Trini (1954), dobrodružný román pro mládež o indiánském chlapci, který se během Mexické revoluce v letech 1911–1920 stane členem lidového vzbouřeneckého vojska a pracuje jako spojka a rozvědčík.
- Der spanische Krieg (1955, Španělská válka), chronologicky řazené deníkové záznamy autora ze španělské občanské války.
- Der Neger Nobi (1955, Nobi), povídka pro mládež o černošském chlapci Nobim, který společně se svými zvířecími přáteli bojuje proti bílým otrokářům.
- Herniu und der blinde Asni (1956, Herniu a slepý Asni), dobrodružný historický román pro mládež z doby bitvy v Teutoburském lese jehož hrdinou je mladý germánský bojovník Herniu doprovázený slepým zpěvákem Asnim.
- Krieg ohne Schlacht (1957, Válka bez bitvy, česky jako Našel jsem svůj život), román z druhé světové války o mladém Němci, který poznává pravou tvář nacismu a nesmyslnost války.
- Meine Kindheit und Jugend (1957, Mé dětství a mládí), autobiografie z dětství.
- Herniu und Armin (1958, Herniu a Armin), dobrodružný historický román pro mládež, pokračování autorovy knihy Herniu a slepý Asni, ve které Herniu dostává příkaz od germánského náčelníka Armina, aby se stal vyzvědačem mezi Římany.
- Auf den Trümmern des Kaiserreiches (1961, Na troskách císařství), román z doby zhroucení Německého císařství roku 1918.
- Camilo (1963), příběh chlapce z období kubánské revoluce.
- Inflation (1963, Inflace), román z období hyperinflace v Německu.
- Zu Fuss zum Orient (1966, Pěšky po Orientu), cestopisná kniha z autorovy cesty po Itálii a Řecku v letech 1925–1926.
- Ausweg (1967), Východ), pokračování popisu autorovy cesty, tentokrát po Turecku a Egyptě.
- Krieger, Landsknecht und Soldat (1973, Bojovník, žoldák a voják), kniha pro mládež, vývoj vojenství od starověku po současnost.
- Anstöße in meinem Leben (1980, Nárazy v mém životě), autobiografie líčící duchovní přechod šlechtického synka k dělnickému hnutí.

## Filmové adaptace
- Nobi (1963), východoněmecký animovaný film, režie Günter Rätz.
- Trini (1979), východoněmecký film, režie Walter Beck.
- Adel im Untergang (1981), východoněmecký televizní film, režie Wolf-Dieter Panse.

## Česká vydání
- Válka, Václav Petr, Praha 1929, přeložil Jan Münzer, znovu 1930.
- Po válce, Václav Petr, Praha 1931, přeložil Jan Münzer.
- Život nelze popravit, Josef Hampl, Čelákovice 1937, přeložil Arnošt Pelikán.
- Trini, Mladá fronta, Praha 1957, přeložili Ludvík Kundera a Zdena Lacinová, znovu SNDK, Praha 1965.
- Španělská válka, Naše vojsko, Praha 1957, přeložili Svatopluk Dolejší a Otto Hornung, znovu 1959.
- Nobi, SNDK, Praha 1957, přeložili Ludvík Kundera a Zdena Lacinová, znovu Albatros, Praha 1970.
- Našel jsem svůj život, Naše vojsko, Praha 1958, přeložila Věra Urychová.
- Válka, Po válce, Naše vojsko, Praha 1960, přeložili Ludvík Kundera a Zdena Lacinová, znovu 2010.
- Konec pánů z kasina, Svobodné slovo, Praha 1960, přeložil Josef Čermák.